# Alexandra Silva
Alexandra Silva (nascida em 1984) é uma cientista da computação portuguesa e professora de Álgebra, Semântica e Computação na University College London.

## Prémios e honras
Silva ganhou o Prémio Philip Leverhulme de engenharia em 2016. Ganhou o Prémio Presburger, concedido todos os anos a "um jovem cientista por contribuições notáveis em ciência da computação teórica, documentado por um artigo publicado ou uma série de artigos publicados", em 2017, e o Prémio Roger Needham em 2018.